# Yujing (köpinghuvudort i Kina, Shanxi Sheng, lat 39,68, long 112,60)
Yujing är en köpinghuvudort i Kina. Den ligger i provinsen Shanxi, i den norra delen av landet, omkring 200 kilometer norr om provinshuvudstaden Taiyuan. Antalet invånare är 11 863. Befolkningen består av 5 324 kvinnor och 6 539 män. Barn under 15 år utgör 14,0 %, vuxna 15-64 år 75 %, och äldre över 65 år 9,0 %.
Runt Yujing är det ganska tätbefolkat, med 139 invånare per kvadratkilometer. Yujing är det största samhället i trakten. Trakten runt Yujing består i huvudsak av gräsmarker.
Genomsnittlig årsnederbörd är 632 millimeter. Den regnigaste månaden är juli, med i genomsnitt 177 mm nederbörd, och den torraste är december, med 3 mm nederbörd.